# Henrique IV, Parte 1
Henrique IV, Parte 1 (no original, Henry IV, Part 1) é uma peça de teatro de William Shakespeare, do gênero drama histórico. Acredita-se que a peça tenha sido escrita no final de 1597. É a segunda parte de uma tetralogia, precedida por Richard II e sucedida por Henry IV, Part 2 e Henry V.